# Sztuczny chromosom ludzki
Sztuczny chromosom ludzki, HAC (od ang. human artificial chromosome) – zrekombinowany ludzki chromosom. Znany jest także pod nazwą „sztuczny chromosom ssaczy” (MAC, od mammalian artificial chromosome). Nie zbadano jeszcze dokładnie, czy pełniłby swoje funkcje także w komórkach innych ssaków.
W porównaniu z naturalnymi ludzkimi chromosomami jest on strukturą bardzo małą. Ma tylko najważniejsze elementy: telomer, centromer oraz gen. W komórce człowieka zachowuje się jak normalny chromosom, dzieli się i rozchodzi po jednym do każdej z komórek potomnych.
Po stworzeniu sztucznego chromosomu drożdżowego (YAC) stworzenie HAC było kolejnym krokiem ku lepszemu poznaniu mechanizmów ekspresji genów.